# 榮耀秀
榮耀秀（英語：Pearl G. Young，1904年7月6日—1986年11月22日），加拿大籍基督教宣教士，以在中國大陸及台灣長達50年的宣教事工聞名，被稱為"二十世紀的蓋恩夫人"。她終身未婚，致力於在亞洲的宗教傳播工作。

## 生平

### 早年生活與教育
榮耀秀出生於加拿大諾瓦司各地亞省 (Nova Scotia)皮克圖(Pictou)，父親為鄉村醫生，母親是虔誠的基督徒家庭主婦。她的母親自她出生前就已將其奉獻給宗教事業，自小教導她宗教理念。
五歲時，榮耀秀已能背誦大量經文，並立志成為宣教士。雖然中學時期信仰曾動搖，但受外祖母詢問和親友離世的影響，她重新堅定了志向。
大學畢業後，她在諾瓦司各地亞的肯維中學任教兩年，之後在紐約內克城的宣道會訓練學院接受專業培訓。

### 前往中國
1929年，榮耀秀加入中國內地會，並於同年10月抵達中國。她25歲時取中文名"榮耀秀"，意為"美麗的榮耀"。
抵達中國後，她先在上海學習中文，隨後被派往山西從事傳教活動。因健康問題，她被調回上海休養，期間從宗教經典中汲取力量。
1931年，榮耀秀被派往山东烟台，在宣教士子女學校任教12年。在此期間，她結識了當時中國重要宗教人物倪柝聲和伊莉莎白·費巴，與他們交流並獲得成長。

### 戰爭時期經歷
太平洋戰爭期間，榮耀秀被日軍關押在濰縣集中營。戰後獲釋，於1945年底返回加拿大。
1946年，她與同工羅福茂姊妹（Esther Hess）一同返回中國河南沁陽繼續工作。在國共內戰期間，她們經歷了諸多危險，最終於1949年初離開中國返回加拿大。

### 台灣宣教
1954年，榮耀秀應邀前往台灣，與林樂道（Elisabeth Lindau）在台北木柵溝子口開始新的宣教工作。
她在台灣宣教32年，與同工們在台灣各地建立了26間教會，包括當地著名的基督教溝子口錫安堂。
榮耀秀以簡樸的生活方式為人所知，她的教導和生活態度影響了許多人。

### 去世
榮耀秀於1986年11月22日去世，享年82歲。她的遺體於同年12月16日安葬在加拿大家鄉。

## 著作與紀念
榮耀秀的生平經歷被整理成自傳《我在這裏，請差遣我——榮耀秀教士自傳》，由劉秀慧翻譯並由錫安堂出版社於2007年出版。此外，基督教溝子口錫安堂也出版了《榮教士紀念特刊》，紀念她的生平與貢獻。

## 外部連結
- 曹力中，《進一步認識榮教士》，台北市：財團法人台北市基督教士林錫安堂，2011年
- 曹力中，《錫安堂歷史》，台北市：財團法人台北市基督教士林錫安堂
- 基督教溝子口錫安堂，《榮教士紀念特刊》，台北市：基督教溝子口錫安堂，1986年
- 榮耀秀著，劉秀慧譯，《我在這裏，請差遣我——榮耀秀教士自傳》，台北：錫安堂出版社，2007年
- 榮耀秀宣教士紀錄片 - GOODTV+ 好消息電視台 （页面存档备份，存于）
- 榮耀秀生平 周坦弘 （页面存档备份，存于）